# CJ BDe 4/4 I
BDe 4/4 I ist die Serienbezeichnung für  meterspurige Personen- und Gepäck-Triebwagen der Chemins de fer du Jura (CJ) mit den Nummern 601 bis 608. Bei der Inbetriebsetzung im Jahr 1953 waren sie als CFe 4/4 601–608 bezeichnet.
1986 erhielt der BDe 4/4 I 603 ein Erstklassabteil und die Bezeichnung ABDe 4/4 603.

## Geschichte

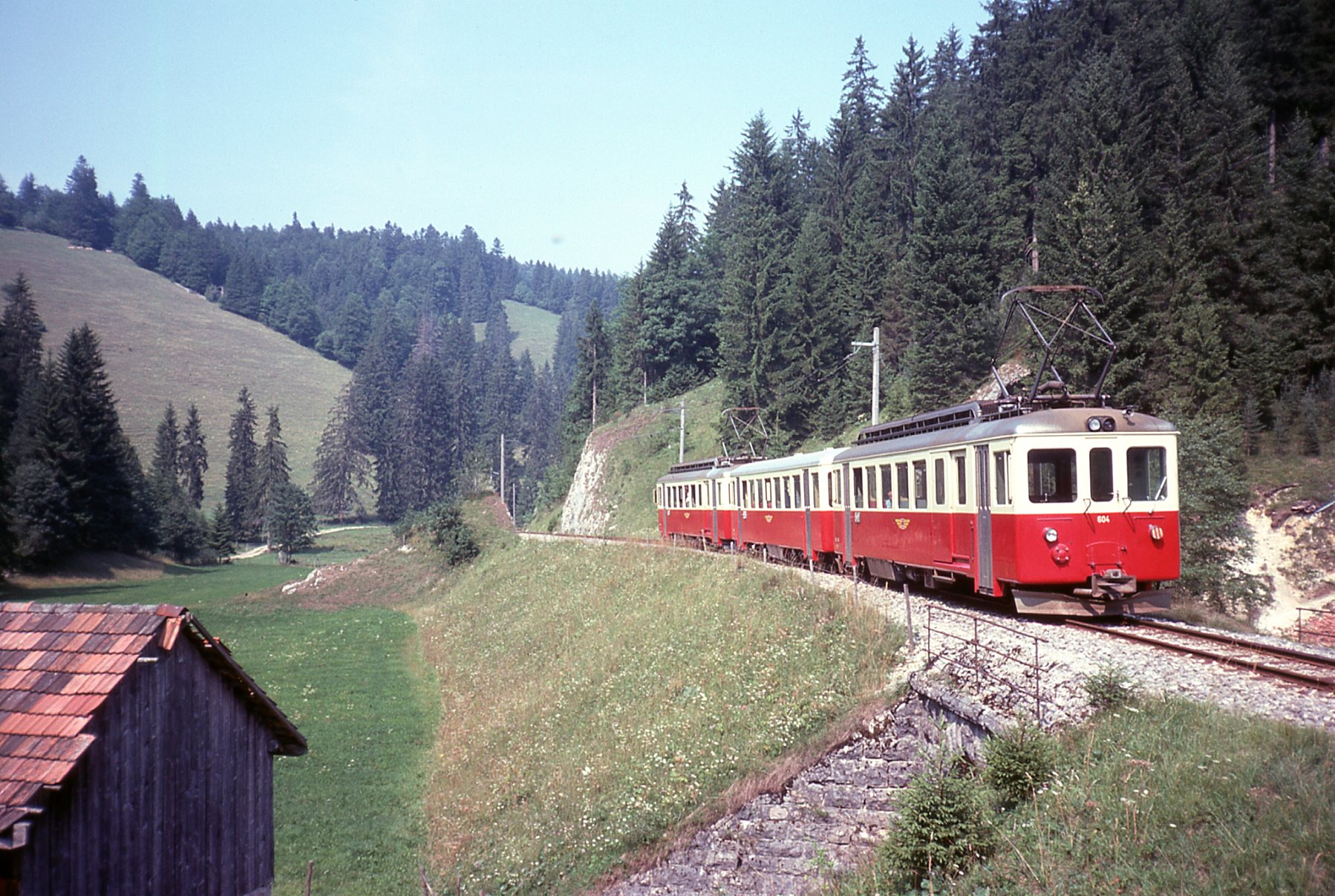
Zug mit zwei BDe 4/4 im Jahr 1976 bei Pré-Petitjean.

Nach ihrer Gründung leiteten die Chemins de fer du Jura die technische Sanierung der übernommenen Bahnstrecken ein. Die Strecke La Chaux-de-Fonds–Noirmont–Saignelégier–Glovelier wurde mit 1500 Volt Gleichstrom elektrifiziert. Der Abschnitt Saignelégier–Glovelier wurde zusätzlich von Normal- auf Meterspur umgebaut. Auf der
Strecke Tavannes–Noirmont wurde die Fahrleitungsspannung von 1200 auf 1500 Volt angehoben. Die vorhandenen, von der Chemin de fer Tavannes–Noirmont stammenden elektrischen Triebfahrzeuge BCe 2/4 und Ge 2/2 wurden nur noch für Nebenaufgaben verwendet.
Für den Betrieb auf ihrem Schmalspurnetz beschafften die CJ bei der Schweizerischen Industrie-Gesellschaft (SIG) in Neuhausen am Rheinfall und bei der Société Anonyme des Ateliers de Sécheron (SAAS) in Genf die acht BDe 4/4 I, drei Gepäcktriebwagen De 4/4 und zu beiden Triebwagentypen passende Steuerwagen. Die Fahrzeuge bewältigten bis 1986 praktisch den ganzen Verkehr auf dem Schmalspurnetz der CJ.

## Technik
Die Wagenkasten der BDe 4/4 I sind in leichter Stahlbauart ausgeführt. Die Spannung der vier eigenventilierten Fahrmotoren wird mit einer SAAS-Hüpfersteuerung reguliert. Der Wagenkasten ruht auf zwei SIG-Torsionsstab-Drehgestellen. Die Antrieb der vier Achsen erfolgt über SAAS-Lamellenantriebe. Die Vielfachsteuerung ermöglicht die Fernsteuerung ab den Steuerwagen Bt 701–706 und Mehrfachtraktion, auch mit den Gepäcktriebwagen De 4/4 401–403. Bei Ablieferung trugen die BDe 4/4 I einen Anstrich in Dunkelrot und Crème.

## Änderungen

BDe 4/4 I 606 im Jahr 1978 mit VST-Einheitslackierung. Der Steuerwagen trägt noch die Originallackierung.

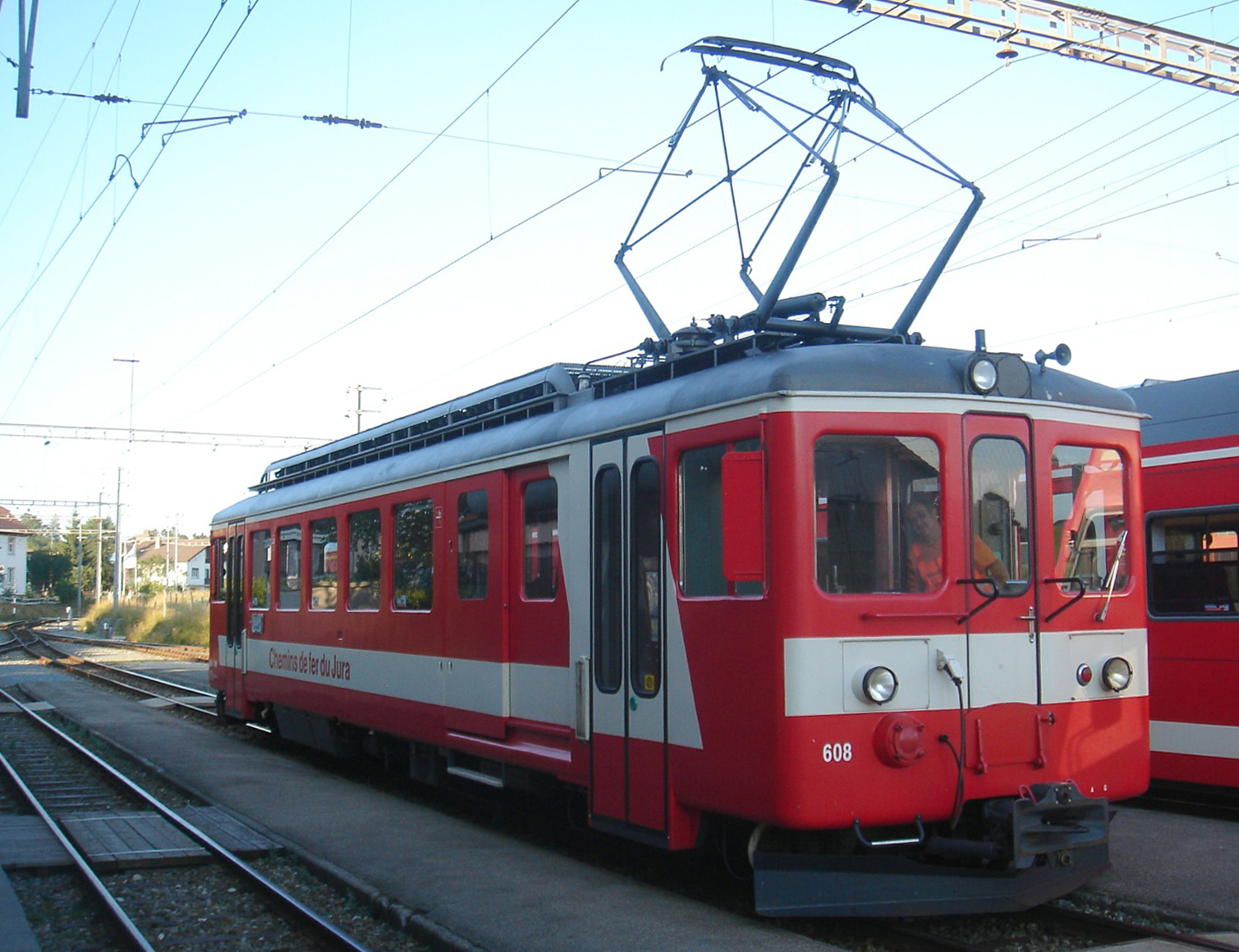
BDe 4/4 I 608 mit der aktuellen CJ-Lackierung und Aussenschwingtüren.

Als am  3. Juni 1956 in Europa die dritte Wagenklasse abgeschafft wurden, erhielten die Triebwagen die Bezeichnung BDe 4/4. 1960/61 wurden die Metallbuchstaben „CJ“ an den Seitenwänden durch aufgeklebte Signete ersetzt. 1963/64 wurden die Triebwagen mit der Zugsicherung ZST-90 ausgerüstet und die Druckluftpfeifen durch Makrofone ersetzt. Ab 1970 wurden die Holzbänke gepolstert. 1971 konnte dank Verbesserungen der Fahrmotoren die Höchstgeschwindigkeit von 60 auf 70 km/h erhöht werden.
In den 1970er Jahren erhielt der BDe 4/4 606 versuchsweise die VST-Einheitslackierung. Der Anstrich bewährte sich nicht und das Fahrzeug erhielt ein Jahr später einen roten Anstrich mit einem weissen Streifen. Später erhielten alle Fahrzeuge diesen Anstrich.
Nach der Ablieferung der Triebwagen BDe 4/4 II 611–614 in den Jahren 1985/86 erhielten die BDe 4/4 die heute noch gültige Bezeichnung BDe 4/4 I. In den folgenden Jahren erhielten die BDe 4/4 I einen Anstrich im CJ-Design nach dem Vorbild der BDe 4/4 II.
Die Beschaffung der GTW ABe 2/6 im Jahre 2001 erlaubte es, einen Teil der BDe 4/4 I aus dem Betrieb zu nehmen. Die noch benötigten Triebwagen Nr. 603 und 606–608 erhielten Aussenschwingtüren anstelle der Falttüren ohne Einklemmschutz.

### Umbau zum ABDe 4/4 603
Um bei Revisionen der BDe 4/4 II über ein Ersatzfahrzeug mit erster Klasse zu verfügen, wurde 1986 beim Fahrzeug Nr. 603 ein Abteil erster Klasse eingebaut. Der umgebaute Triebwagen erhielt die Bezeichnung ABDe 4/4 603.

## Verbleib der Fahrzeuge
Die nicht mehr benötigten Triebwagen samt Steuerwagen kamen zu verschiedenen anderen Bahnen:
- BDe 4/4 I 601 und 604 sowie der Steuerwagen Bt 702 gelangten 2003 zur Berner Oberland-Bahn (BOB), die damals eine Erschliessung des Mystery Parks plante. Der BDe 4/4 I 601 mit dem Bt 702 kamen 2006 zur Lausanne-Echallens-Bercher-Bahn (LEB). 2010 gelangte der Pendelzug zur La Traction, wo er im Ursprungszustand restauriert wurde. Die Komposition verkehrt seit 2013 mit der ursprünglichen Bezeichnung CFe 4/4 601 + Ct4 702 als Uhrmacherzug[3] auf dem Netz der CJ.
Nachdem die Bahnerschliessung des Mystery Park nicht zustande gekommen ist, gelangte der BDe 4/4 I 604 zur Meiringen-Innertkirchen-Bahn (MIB), wo er als BDe 4/4 11 in der Reserve dient.
- Im Jahr 2001 konnten die BDe 4/4 I 602 und 605 zusammen mit den Steuerwagen Bt 701, 703 und 706 an die Chemins de fer et transport automobile (CFTA) nach Frankreich verkauft werden. Um die Triebwagen auf der Bahnstrecke Nizza–Digne-les-Bains als Personenwagen einzusetzen, baute die CFTA-Werkstätte in Gray die elektrische Ausrüstung aus.
- ABDe 4/4 603 steht seit 2021 im belgischen Musson.
- Der BDe 4/4 I 606 kam 2004 zusammen mit dem Bt 705 zur Chemin de fer Nyon–Saint-Cergue–Morez (NStCM), wo sie als BDe 4/4 231 und Bt 331 bezeichnet wurden. Die beiden Fahrzeuge wurden 2014 ausrangiert.
- BDe 4/4 I 607 stiess zwei Jahre später als Nr. 232 ebenfalls zur NStCM.
- BDe 4/4 I 608 steht derzeit im Depot "La Traction" in Pré-Petitjean

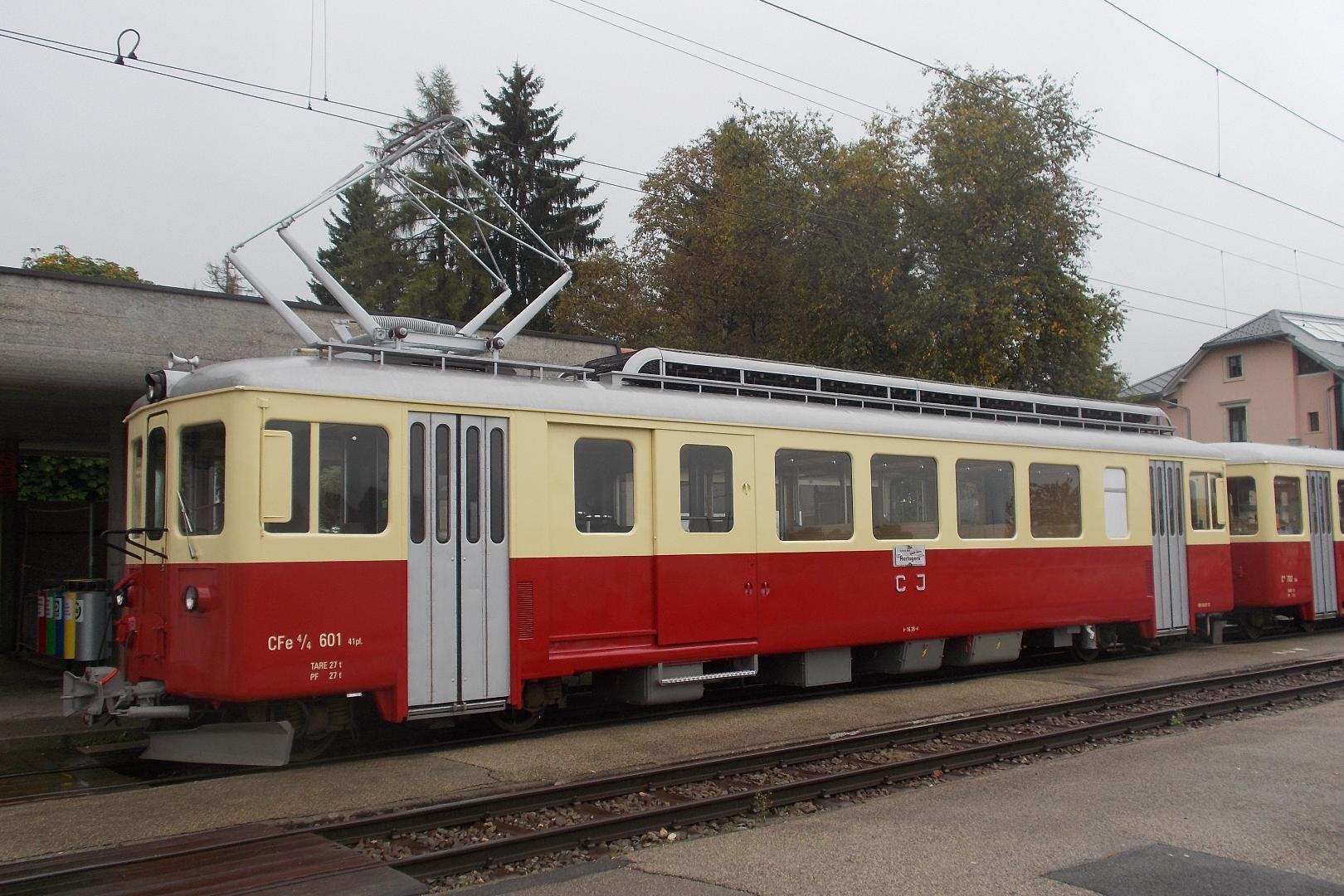
CFe 4/4 601 als Uhrmacherzug in Le Noirmont.
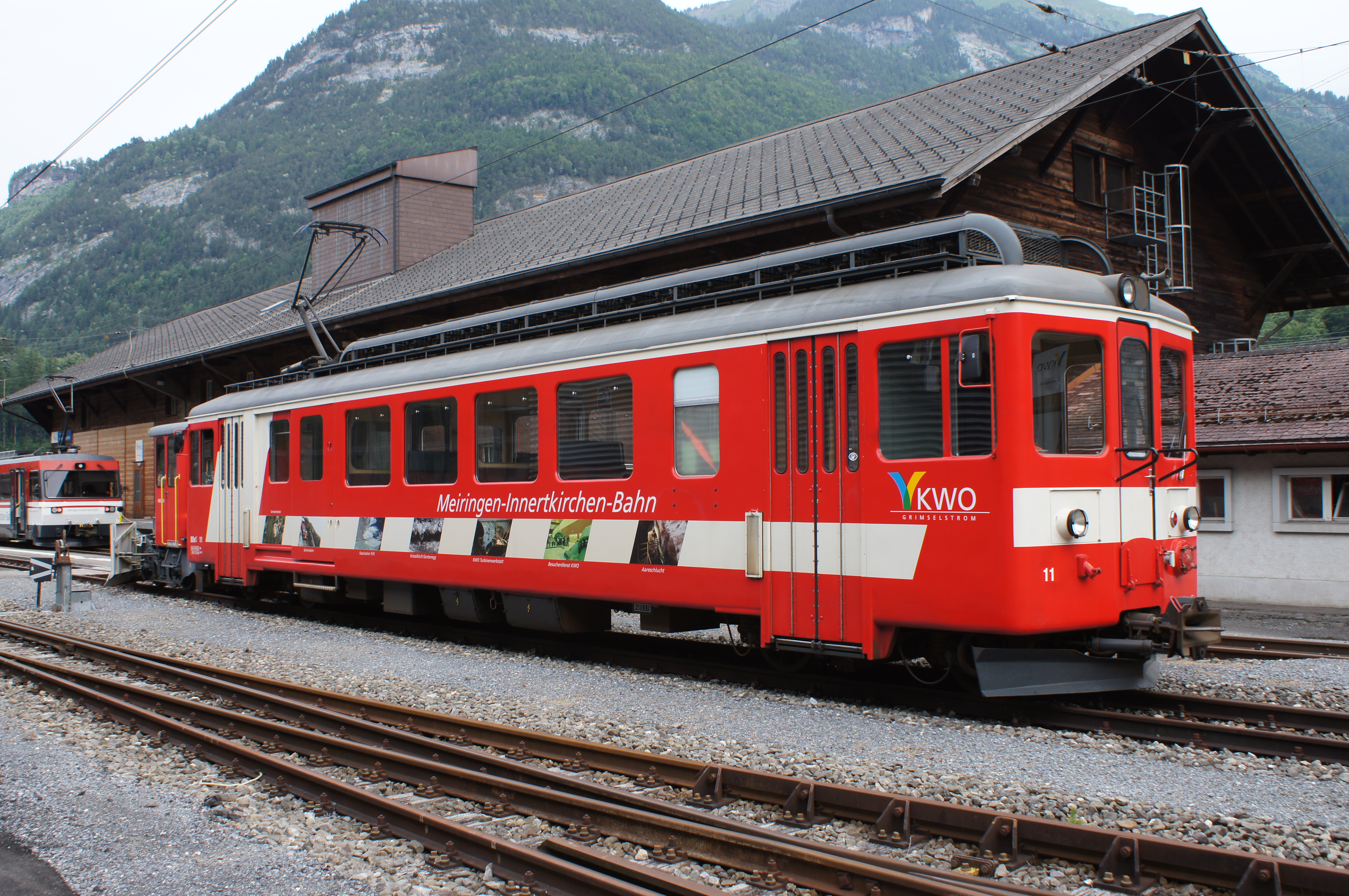
BDe 4/4 11 der MIB, vormals BDe 4/4 I 604, in Meiringen.
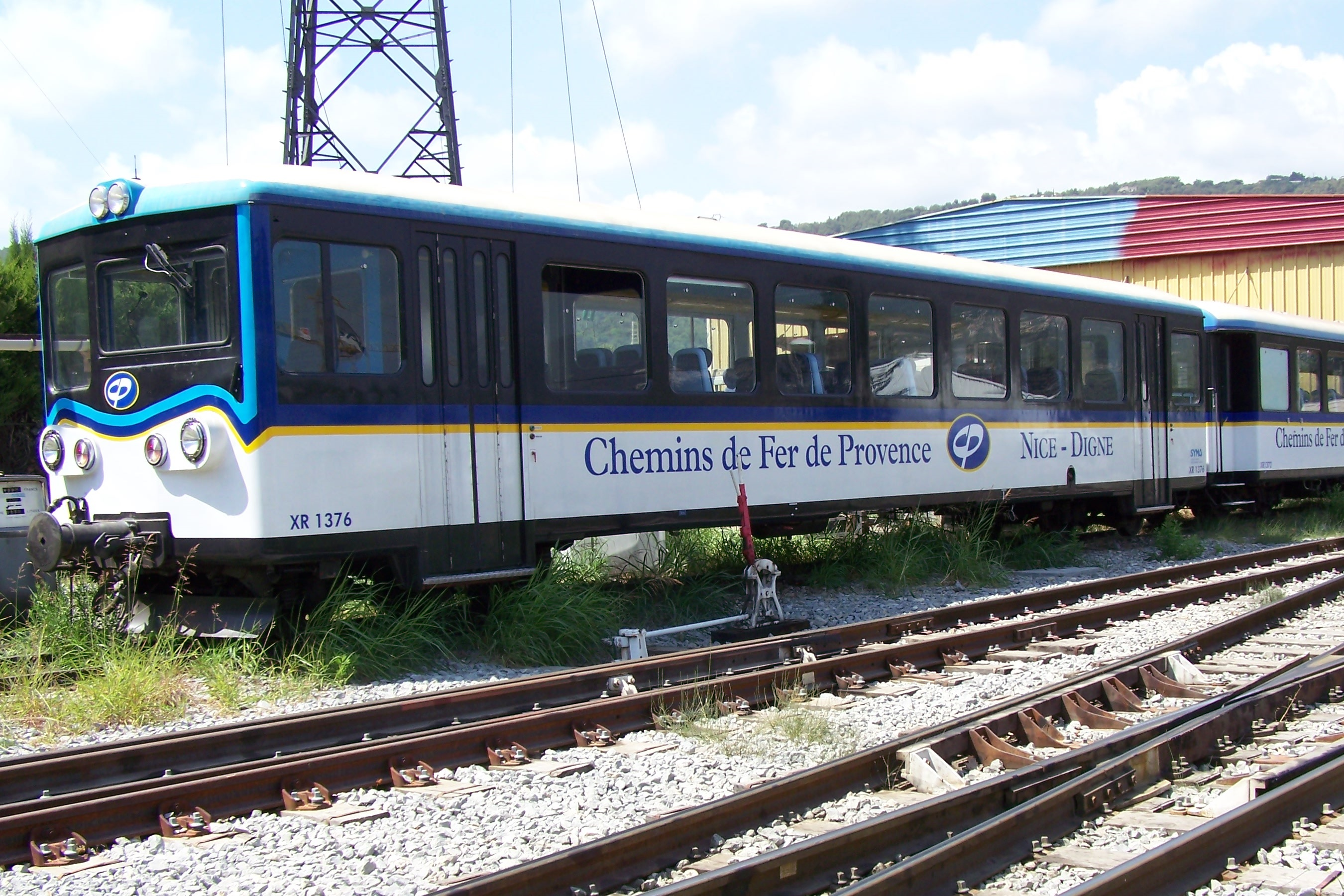
Steuerwagen XR 1376 der CFTA, früher  Bt 706, in Nice-Lingostière.
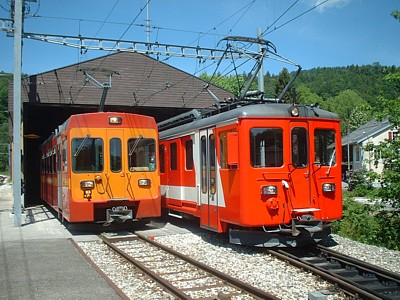
BDe 4/4 231 (rechts) zusammen dem Be 4/4 205 der NStCM in St-Cergue